# Leistungsverweigerung im Sport
Leistungsverweigerung im Sport, je nach Konnotation auch Bummelstreik oder Schiebung genannt, nimmt gelegentlich breiten Raum in der Sportberichterstattung ein. 
Hierbei wird nicht von einer Leistungsminderung aufgrund persönlicher Defizite wie Krankheit, Burnout, Motivationsprobleme oder Ähnlichem gesprochen, sondern die Absicht einer unmoralischen, betrügerischen oder aber protestpolitisch motivierten Minderleistung unterstellt.

## Abgrenzung zwischen betrügerischer und sportpolitischer Minderleistung
Gängige Begriffe bei Sportbetrug sind „Schiebung“ oder „Packelei“. Protestiert hingegen ein Sportler z. B. gegen Trainingsbedingungen und läuft bewusst sehr langsam, um auf diesen Missstand aufmerksam zu machen, nennt man dies „Streik“, „Bummelstreik“ oder „Arbeitsverweigerung“. Betrug steht zumeist im Zusammenhang mit Bestechungsgeldern (siehe Fußball-Wettskandal 2009), die eine mafiöse Gruppe von Wettbetrügern an Sportler oder Funktionäre zahlen und im Gegenzug eine Leistungsminderung erwarten. 
Oft liegt die Ursache schlechter Leistung im mangelnden oder fehlenden Sieganreiz, wenn etwa ein Qualifikationslimit schon erreicht ist und zusätzliche Anstrengung nur Verletzungsrisiko und Entkräftung einbringt. In einigen Sportarten kann es durch ein Setzsystem im weiteren Turnierverlauf auch taktisch erstrebenswert sein, einen Zwischenrundenwettkampf nicht zu gewinnen (etwa um dann in der nächsten Runde nicht auf einen bestimmten starken Gegner zu treffen). In vielen Wettkampfregeln finden sich daher Regeln, die von allen Teilnehmern ein erkennbares Streben nach bestmöglicher persönlicher Leistung verlangen, sonst droht die Disqualifikation.
Ebenso verhalten sich einige Sportler, die eine Antrittsprämie kassieren wollen, dabei aber nicht fit sind oder nach einem Teilbewerb schon aussichtslos zurückliegen. Angestellte Sportler eines Vereins, die sich innerlich vom Verein oder dessen Funktionären in Missstimmung entfremdet haben, betrachten einen Bewerb bisweilen als lästige Pflichtübung und reagieren mit Dienst nach Vorschrift.
Bei sportpolitischen Protestaktionen wollen offensichtlich bummelstreikende Sportler ein sportpolitisches oder persönliches Ziel erreichen, wie beispielsweise Rücktritt von Funktionären, Änderungen von Regeln, Trainingsbedingungen, Protest gegen unfairen Wettbewerb, Schiedsrichterentscheidungen, Dopingkontrollen, Rassismus oder andere als unwürdig empfundene Prozeduren, Sicherheitsverbesserungen und dergleichen.

## Beispiele
- Bei der Tour de France 1998 kam es während der 17. Etappe zu einem Bummelstreik, und das gesamte Feld fuhr absichtlich langsam und regelwidrig.
- 1982 waren beim Nichtangriffspakt von Gijón die beteiligten Fußballer frühzeitig mit dem Endergebnis zufrieden und spielten den Ball nur noch im Kreis.
- Das Fußballspiel AS Adema – SOE Antananarivo 2002 endete mit 149 Eigentoren.
- Frankreich bei der Fußball-Weltmeisterschaft 2010 spielte wegen interner Streitigkeiten miserabel, boykottierte das Training und leistete gegen das frühe Ausscheiden kaum Gegenwehr.
- Bei den Olympischen Spielen 2012 wurden acht Badmintonspielerinnen wegen absichtlich schlechten Spiels ausgeschlossen.
- Beim Le-Mans-Start 1969 ging Jacky Ickx bewusst langsam zum Wagen und startete mit großer Verspätung, gewann das Rennen aber trotzdem.
- 2009 kam es beim Giro zu einem Bummelstreik wegen als unsicher eingeschätzter Straßenbedingungen.[1]